# Abraham Wald

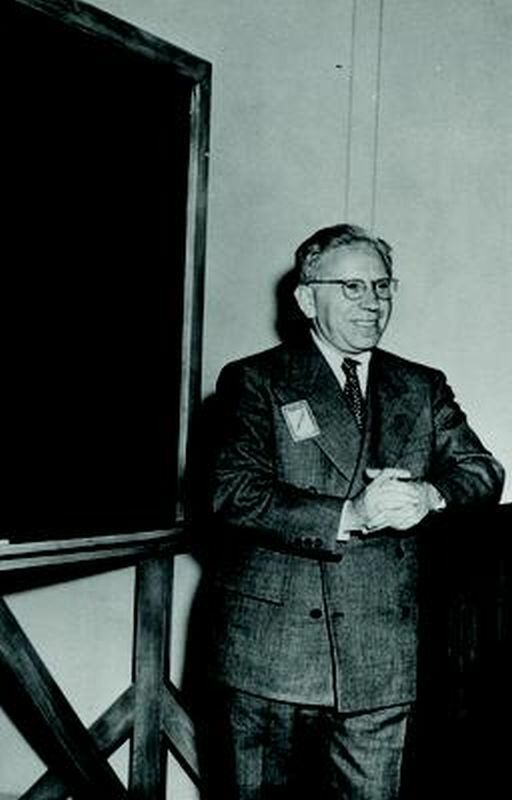
Abraham Wald

Abraham Wald (31 de octubre de 1902, Cluj-Napoca, Rumania - 13 de diciembre de 1950, Montañas Nilgiri, India) fue un matemático que hizo importantes contribuciones a la teoría de la decisión, la geometría, la economía y que fundó el análisis secuencial.
Hasta que ingresó en la universidad fue educado por sus padres ya que era judío y los sábados no podía ir a la escuela, como era obligatorio en el sistema escolar húngaro. En 1931 se graduó en la Universidad de Viena con el título de doctor en matemáticas. 
Pudo emigrar a los Estados Unidos gracias a la invitación de la Comisión Cowles para la Investigación Económica cuando los nazis invadieron Austria en 1938 y fue perseguido junto a su familia debido a su condición de judío. 
Murió en un accidente aéreo en la India mientras realizaba un viaje para dar una conferencia invitado por el gobierno indio.

## Publicaciones
- A new fórmula for the index of cost of living, 1939
- The Fitting of Straight Lines in Both Variables are Subject to Error, 1940
- Sequential Analysis, 1947